# Massarina microcarpa
Massarina microcarpa är en svampart som först beskrevs av Karl Wilhelm Gottlieb Leopold Fuckel, och fick sitt nu gällande namn av Pier Andrea Saccardo 1883. Massarina microcarpa ingår i släktet Massarina och familjen Massarinaceae.   Inga underarter finns listade i Catalogue of Life.